# Robyn Moodaly
Robyn Kimberly Moodaly (East London, 16 de junho de 1994) é uma futebolista profissional sul-africana que atua como meia.

## Carreira
Robyn Moodaly fez parte do elenco da Seleção Sul-Africana de Futebol Feminino, nas Olimpíadas de 2012 e 2016. 